# Ivar Falkman
Ivar Johan Falkman, född 7 augusti 1872 i Stockholm, död där 21 mars 1937, var en svensk marindirektör.
Ivar Falkman var son till vice häradshövding Karl Henrik Falkman. Efter mogenhetsexamen i Stockholm 1891 genomgick han 1893–1897 Teknologiska högskolans fackavdelning för maskinbyggnadskonst och mekanisk teknologi och företog 1897 med statsunderstöd en studieresa till Tyskland, Frankrike och Storbritannien. Falkman var anställd vid skeppsvarv i Greenock i Skottland 1897–1899 och i Köpenhamn 1899–1900. Han förordnades 1901 till ingenjör vid mariningenjörsstaten och blev 1906 mariningenjör av första graden vid mariningenjörkåren. 1901–1907 tjänstgjorde han huvudsakligen vid Stockholms örlogsvarv med sommarkommenderingar som fartygsingenjör på pansarskepp. Falkman var 1905–1907 lärare i skeppsbyggeri och ångmaskinslära vid Sjökrigsskolan och 1907–1910 Marinförvaltningens kontrollant i Malmö vid byggandet av jagarna Wale, Ragnar och Vidar. Han blev 1910 marindirektör av andra graden och tjänstgjorde som stabsingenjör vid kustflottan och mobiliseringsingenjör på Karlskrona örlogsvarv. 1914 blev Falkman marindirektör av första graden, var 1914–1919 chef för ingenjörsdepartementet vid Stockholms örlogsvarv och blev därefter kommenderad till Marinförvaltningen. Han blev 1923 marinöverdirektörsassistent och över gick 1926 i samband med genomförandet av 1925 års försvarsordning på övergångsstat. Falkman företog ett flertal studieresor utomlands, och hans kunnande togs i anspråk för flera uppdrag och utredningar. Han var kronans ombud vid flera besiktningar av flottans fartyg och verksam ledamot av många kommittéer. Särskilt utredningarna om förflyttning av Stockholms örlogsstation var en viktig fråga för Falkman. Han utgav 1907 en lärobok för manskapet vid flottan, Pannor och maskiner. 1927–1930 var Falkman marinteknisk rådgivare i Finland. Han blev 1910 ledamot av Örlogsmannasällskapet, tillhörde stiftarna av Kungliga motorbåtsklubben 1915 och var dess ordförande 1917–1920. Falkman är begravd på Norra begravningsplatsen utanför Stockholm.